# Aunac-sur-Charente
Aunac-sur-Charente község Franciaország Új-Aquitania régiójában, Charente megyében. Új községként 2017. január 1-jén jött létre három korábbi község: Aunac, Bayers és Chenommet egyesítésével. 2025. január 1-jén Moutonneau korábbi községet is hozzácsatolták. Lakosainak száma 662 fő (2022. január 1.).

## Népesség
| 2021 | 676 |
| 2022 | 662 |